# فهرست والیان غور
جدول زیر فهرست والیان ولایت غور افغانستان است.

## فهرست
| والی | والی | والی                | دوره                       | جزئیات | یاداشت |
| ---- | ---- | ------------------- | -------------------------- | ------ | ------ |
|      |      | مولوی محمد موسی     |                            |        |        |
|      |      | محمد سلیم خلیلی     |                            |        |        |
|      |      | ابراهیم مالک‌زاده    | ۲۰۰۱ ۲۰۰۴                  |        |        |
|      |      | عبدالقدیر علم       | ۲۰۰۴ ۲۰۰۵                  |        |        |
|      |      | شاه عبدالاحد افضلی  | ۲۰۰۵ ۲۰۰۷                  |        |        |
|      |      | باز محمد احمدی      | ۲۰۰۷ ۲۰۰۹                  |        |        |
|      |      | محمد اقبال منیب     | ۲۰۰۹ ۲۰۱۰                  |        |        |
|      |      | سید انور اعلا رحمتی | ۳۰ اوت ۲۰۱۲ ؟؟؟            |        |        |
|      |      | سیما جوینده         | ۲۸ ژوئن ۲۰۱۵ ۷ نوامبر ۲۰۱۵ |        |        |
|      |      | غلام‌ناصر خاضع       | ۲۱ دسامبر ۲۰۱۵ – کنونی     |        |        |